# Golaniad

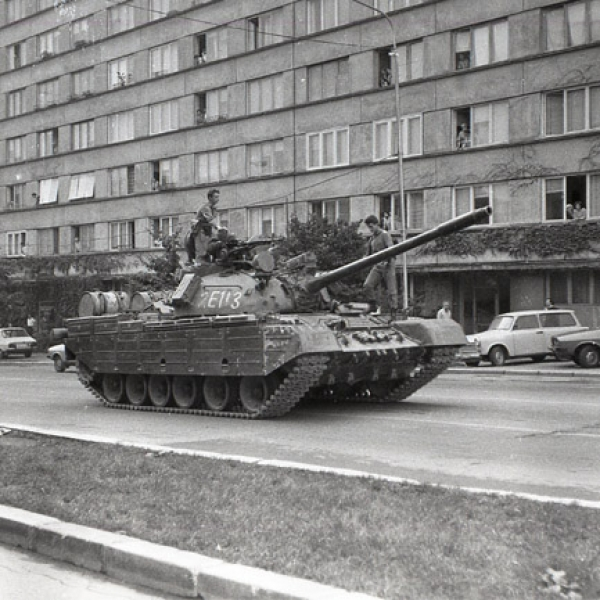

Het Golaniad (Roemeens: Golaniada) was een protest in Roemenië, op de Piața Universității in Boekarest. Studenten en leraren van de Universiteit van Boekarest kwamen hier bijeen.
Het protest startte in april 1990 voor de eerste “vrije” verkiezingen na de Roemeense Revolutie in 1989, op 20 mei 1990. Ze eisten dat leden van de vroegere Roemeense Communistische Partij niet aan de verkiezingen mee mochten doen.

## Achtergrond
Ion Iliescu van de Frontul Salvării Naționale (FSN) kreeg de macht over Roemenië in de revolutie van 1989. De FSN-organisatie was bedoeld als een tijdelijke regering tot de verkiezingen. Toch besloten ze op 23 januari 1990 om mee te doen aan de verkiezingen in mei. Een paar anticommunisten van de partij (waaronder Doina Cornea) stapten uit de FSN na deze beslissing. De meeste leden van de FSN, waaronder Ion Iliescu, waren ex-communisten.
De FSN was erg bekend van de revolutie waardoor het 66,3% van alle stemmen kreeg, terwijl de volgende partij, de UDMR, maar 7,2% kreeg (gevolgd door de PNL 6,4% en de MER 2,6%).

## De protesten
Op 22 april 1990 organiseerden de PNTCD en andere partijen een demonstratie op het “Aviatieplein”. Na een vredig demonstratie, marcheerden mensen richting de TVRstation en riepen voor hun politieke vrijheid. Hun protest ging door op het Piata Universitatii waar ze besloten om de hele nacht te blijven. Twee dagen later stonden de demonstranten er nog steeds, en op 25 april bereikten ze het aantal van 30.000. Niet veel later gingen er elke avond 50.000 mensen de straat. Ze bevestigden dat ze het plein niet zullen verlaten tot Roemenië verlost zou worden van het communisme.
Ion Iliescu weigerde om te onderhandelen met de demonstranten, en noemde ze zelfs Golani (hooligan, deugniet, dit woord gaf later de naam aan het gebeurtenis: Golaniad) en aanhangers van de IJzeren Garde. –ad (“-ada” in het Roemeens: Golaniada) werd voor de ironie toegevoegd, omdat vele Ceauscu’s communistische openbaringen op –ad eindigden. De demonstranten verzonnen ook een eigen lied: “Imnul Golanilor” (Lied van de Deugnieten). Het lied ging als volgt:
Mai bine haimana, decât trădător
Mai bine golan, decât dictator
Mai bine huligan, decât activist
Mai bine mort decât comunist
Tekst door Laura Botolan en muziek door Cristan Paturca.
Vertaald is het lied als volgt:
Ik ben liever een deugniet, dan een verrader
Ik ben liever een deugniet, dan een dictator
Ik ben liever een hooligan, dan een activist
Ik ga liever dood, dan dat ik een communist ben
Vele intellectuelen deden mee aan het protest, waaronder ook schrijvers als Octavian Paler, Ana Blandiana, Gabriel Liiceanu, Stelian Tănase tot zelfs filmregisseur Lucian Pintilie. Eugen Ionescu kon er niet bij zijn, dus stuurde hij ze een telegram vanuit Frankrijk waarin “Golan Academician” (Academische deugniet) stond.
De drie belangrijkste eisen waren:
1. Het achtste punt van de Proclamatie van Timișoara: belangrijke mensen van de Roemeense Communistische Partij en Securitate mogen niet meedoen aan verkiezingen.
2. Alle kandidaten, dus niet alleen de FSN, mogen toegang hebben tot de massamedia. (Een wet van Ceaușescu in 1975 dat de president de massamedia direct bestuurde was nog niet afgeschaft.)
3. De verkiezingen moesten worden opgeschort als de enige partij de FSN was.

De demonstranten weigerden ook de officiële dogma van de FSN te erkennen. De dogma was dat de revolutie Anti-Ceaușescu was en niet anticommunisme (dit verklaarde Silviu Brucan in een interview van The Guardian). Verder eisten de demonstranten snelle verbeteringen, een serieuze markteconomie en een westerse democratie (Ion Iliescu zei dat hij socialisme van “Zweedse stijl” en een originele democratie gebruikte, bestaande uit een meerpartijenstelsel).

## Gewelddadige afsluiting
Na 52 dagen van protest, riep Ion Iliescu op 13 juni gewelddadige mijnwerkers uit het Jiuvallei op om de protesten gewelddadig te beëindigen. Ze sloegen 1000en mensen en doodden meer dan 100 demonstranten (de “officiële” mensen van toen zeggen dat er maar 7 doden waren).